# Hunkemöller
Hunkemöller, tidligere Hunkemöller Lexis, er en hollandsk lingerikæde med ca. 3500 ansatte og mere end 600 butikker i Europa og Mellemøsten. Hunkemöller har 32 butikker i Danmark og findes derudover i Holland, Belgien, Luxembourg, Frankrig, Tyskland, Saudi Arabien, Egypten, Spanien, Aruba, Curacao, Rusland, Sverige, Østrig, Marokko og Bahrain.

## Historie
Virksomheden blev grundlagt i 1886 af Wilhelm Hunkemöller og hans hustru Josephina Lexis, som startede med at producere korsetter på en fabrik i Amsterdam. De følgende år åbnede ægteparret filialer i både Amsterdam, Rotterdam og Utrecht.
Efter de turbulente 1960'erne besluttede Hunkemöller at udvide virksomheden og lod sig derfor d. 12. august 1974 overtage af Vendexdochter Confendex BV, et datterselskab af Vroom & Dreesmann BV. Herefter blev firmanavnet ændret fra "Hunkemöller Lexis" til blot "Hunkemöller". Efter overtagelsen var de klar til ekspansion. I slutningen af 1970'erne åbnede de første butikker i Belgien og senere Holland.
Hunkemöller blev efterfølgende solgt til Maxeda (en hollandsk detailvirksomhed), der i slutningen af november 2010 igen solgte til investeringsgruppen PAI Partners, der i dag ejer 97% af virksomheden.

## Kollektion
Kollektionerne er henvendt til kvinder og varierer med forskellige typer lingeri samt badetøj, nattøj, sportstøj og strømper. Det oprindelige Hunkemöller-produkt, nemlig korsettet, er ikke længere at finde i sortimentet. Den gammeldags korset er erstattet af det såkaldte shapewear, der ligner almindeligt undertøj, men stadig støtter og korrigerer. Desuden har Hunkemöller i årenes løb indført andre produkter, herunder T-shirt bh'er med Soft-Stretch-Cup, funktionelle bh'er i større størrelser, bh'er med gelfyld og selvklæbende puder, så kunden kan opnå den ønskede push-up effekt.